# Pożary lasów w obwodzie kijowskim (2020)
Pożary lasów w obwodzie kijowskim – pożary na terenie Strefy Wykluczenia wokół Czarnobylskiej Elektrowni Jądrowej spowodowane podpaleniami. Pierwsze informacje o pożarze 20 hektarów lasu w pobliżu Czarnobylskiej Elektrowni Jądrowej opublikowano 4 kwietnia 2020. W kolejnych dniach służby informowały o opanowaniu sytuacji, jednak 7 kwietnia, w związku ze zmianą kierunku wiatru, pożar zaczął się rozprzestrzeniać. 9 kwietnia płonęło ok. 40 hektarów lasu. Z informacji przekazywanych mediom przez ukraińskie służby wynika, że poziom promieniowania nie wzrósł w stopniu znaczącym.